# Dom obłąkanych
Dom obłąkanych (tytuł oryg. Dark Asylum) – amerykański horror filmowy powstały w 2001 roku, napisany i wyreżyserowany przez Gregory'ego Gierasa. Projekt klasy "B", w Polsce znany dzięki emisjom telewizyjnym.
Zdjęcia do filmu powstawały w Bukareszcie w Rumunii.

## Opis fabuły
Psychopatyczny morderca, przez policję ochrzczony jako "Śmieciarz", zostaje ujęty i do momentu przyjazdu agentów FBI osadzony w niemal opustoszałym szpitalu dla umysłowo chorych. Doktor Maggie Belham ma przeprowadzić diagnozę psychiatryczną zatrzymanego. Temu jednak udaje się uwolnić. Szaleniec terroryzuje oddział, morduje każdego, kogo napotka na swej drodze, a za cel obiera sobie unicestwienie Belham. Młoda lekarka, w towarzystwie szpitalnego sprzątacza Quitza, walczy o przetrwanie.

## Obsada
- Paulina Porizkova − dr. Margaret "Maggie" Belham
- Judd Nelson − Quitz
- Jürgen Prochnow − dr. Fallon
- Larry Drake − "Śmieciarz"
- Jake Eberle − oficer Connolly
- Todd Sandler − oficer Anderson
- Earl Carroll − Swaggert
- Maria Rotaru − Peg
- Jeff Burr − Fergusson